# Девахути
Девахути (санскр. देवहूति) — персонаж индуистской мифологии, дочь Сваямбхувы Ману и Шатарупы; жена мудреца по имени Кардама, или Кардама Муни, и мать десятерых детей (9 дочерей и сын Капила, одно из воплощений Вишну).
Согласно «Бхагавата-пуране» («Шримад-Бхагаватам»; песнь 3, глава 33), после того, как отец Капилы оставил дом и принял отречённый образ жизни, Капила дал наставления Девахути в философии санкхья-йоги и Вишну-бхакти, в результате чего она достигла мокши и чистой любви к Богу.

## Семейная история
Девахути с мужем жила в вимане, создаванной Кардамой за сто лет. У них было девять дочерей, а именно: Кала, Анасуя, Шрада, Хавирбу, Гати, Крия, Кьяти, Арундхати и Санти. Они вышли замуж за девять великих мудрецов, а именно: Маричи, Атри, Ангираса, Пуластью, Пулаху, Крату, Бхригу, Васиштху и Атхарвана.
Вишну, бог-хранитель вселенной, родился сыном Кардамы и Девахути по имени Капила. Цель воплощения — научить людей науке санкхьи, а именно знанию пути, ведущего к слиянию атмана и Брахмана. После рождения Капилы Кардама ушёл в святые места. Девахути вырастила Капилу в общине под названием Виндусаровара. Когда Девахути устала от всех иллюзий этого мира, она попросила Капилу научить её истинному знанию. Именно тогда Капила обучил санкхья-йоге свою мать. Эта йога учит освобождению от влияния мирских уз. Люди, не знающие идентичности и отношений между атманом и Брахманом, обречены на вечные перерождения. Знание, которым учил Капила, побудило Девахути на уход в другую общину на берегу реки Сарасвати, чтобы там заниматься йогой. Место, где Девахути совершила покаяние, называлось Сиддхипада.